# Interregno
Um interregno (plural interregna ou interregnos) é um período de descontinuidade ou "lacuna" em um governo, organização ou ordem social. Arquetipicamente, era o período de tempo entre o reinado de um monarca e o seguinte (vindo do latim inter-, "entre" e rēgnum, "reinar" [de rex, rēgis, "rei"]), e os conceitos de interregno e regência se sobrepõem, portanto. Historicamente, interregnos mais longos e pesados têm sido tipicamente acompanhados por agitação generalizada, guerras civis e sucessórias entre senhores da guerra e vácuos de poder preenchidos por invasões estrangeiras ou o surgimento de um novo poder. Um estado falido geralmente está em interregno.
O termo também se refere aos períodos entre a eleição de um novo parlamento e o estabelecimento de um novo governo a partir desse parlamento em democracias parlamentares, geralmente aquelas que empregam alguma forma de representação proporcional que permite que pequenos partidos elejam números significativos, exigindo tempo para negociações para formar um governo.
Da mesma forma, em algumas denominações cristãs, "interregno" (interino) descreve o tempo entre a vacância e a nomeação de sacerdotes ou pastores para várias funções.

## Períodos históricos de interregno

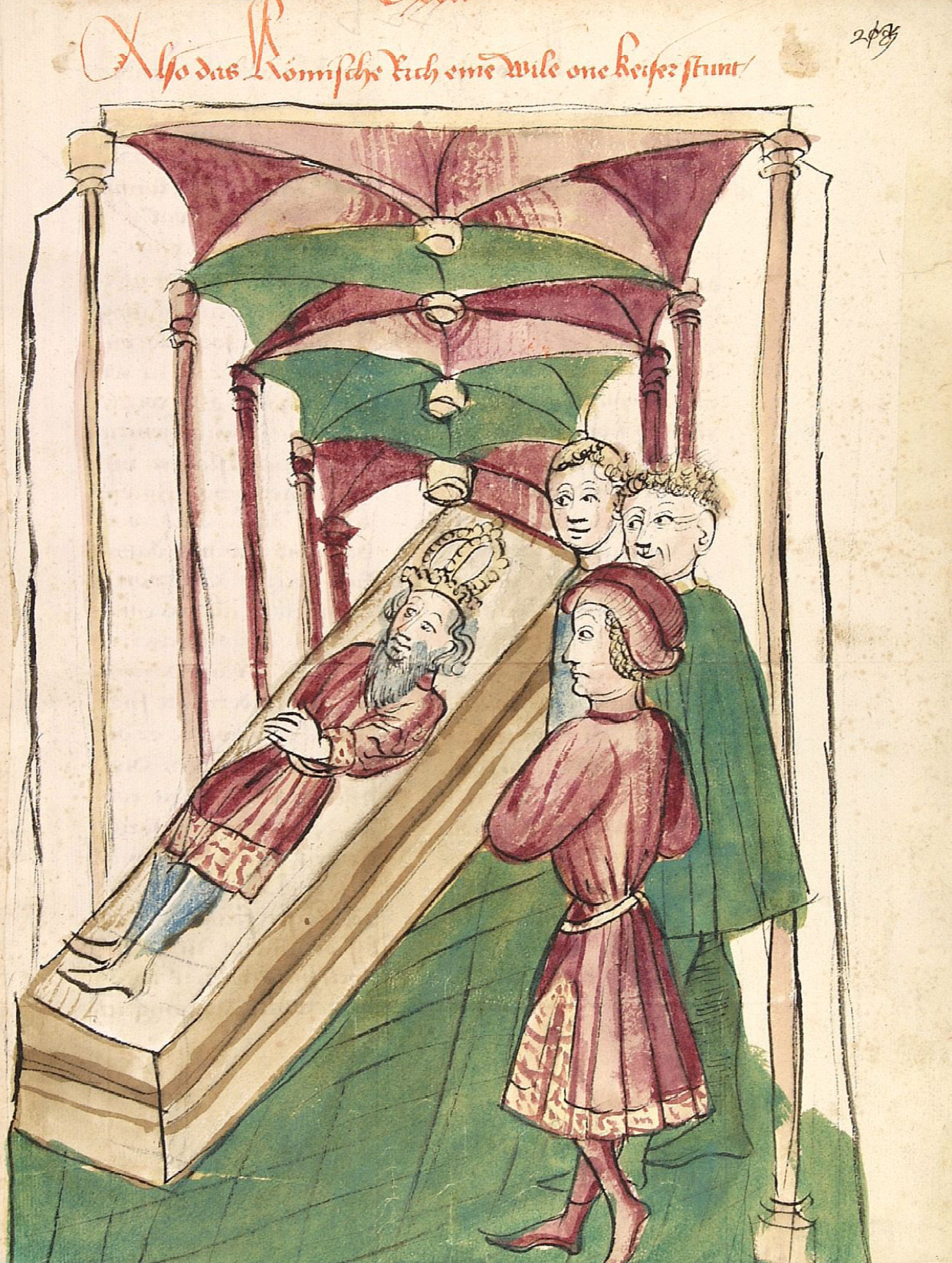
O Interregno: Três Homens no Túmulo de um Imperador

Períodos históricos particulares conhecidos por interregno incluem:
- O período de 574-584 no Reino Lombardo, conhecido como Domínio dos Duques.
- O período de 1022-1072 na Irlanda, entre a morte de Mael Sechnaill II e a acessão de Tairrdelbach I, é algumas vezes considerado como um interregno, uma vez que o Reino da Irlanda foi disputado nessas décadas. O interregno pode mesmo ser estendido até 1121, quando Tairrdelbach II chegou ao título.
- O Grande Interregno, período de 1254-1273 no Sacro Império Romano-Germânico entre o fim do governo dos Hohenstaufen e o início do domínio da Casa de Habsburgo.
- Escócia (Era dos Guardiões)
  - Primeiro interregno 1290-1292.
  - Segundo interregno 1296-1306.
- O período de 1332-1340 na Dinamarca quando o país foi hipotecado a alguns condes alemães.
- A Crise de 1383-1385 em Portugal.
- O período de 1402-1413 do Interregno otomano.
- O período de 1410-1412 na Coroa de Aragão, desde a morte do rei Martim I de Aragão até ao Compromisso de Caspe.
- O período de 1481–1483 na Noruega.
- O Interregno da Inglaterra de 1649–1660 foi um período republicano na Bretanha, compreendendo a Comunidade e o Protetorado de Oliver Cromwell depois do regicídio de Carlos I e antes da Restauração de Carlos II.
- Um segundo interregno da Inglaterra ocorreu entre 23 de dezembro de 1688, quando Jaime II foi deposto na Revolução Gloriosa, instalando-se Guilherme III e Maria II como soberanos comuns, em 13 de fevereiro de 1689.

Em algumas monarquias, como a do Reino Unido, um interregno normalmente é evitado devido a uma regra descrita como "O Rei está morto. Vida longa ao Rei", isto é, o herdeiro do trono se torna o novo monarca imediatamente após a morte ou abdicação de seu antecessor. Esta frase famosa expressa a continuidade da monarquia. Isto não acontece em outras monarquias onde o reinado do novo monarca só começa quando de sua coroação ou algum outro evento formal ou tradicional. Na República das Duas Nações por exemplo, os novos reis eram eleitos, o que levava frequentemente a um interregno relativamente longo. Naqueles tempos, era o Primaz da Polônia que servia como um interrex (entre reis).

## O interregno papal (ousede vacante)
Um interregno também ocorre por ocasião do falecimento ou renúncia válida de um papa católico romano, entretanto isto é geralmente conhecido como um sede vacante. O interregno termina imediatamente com a eleição do novo papa pelo Colégio de Cardeais.

## Na ficção
- Os eventos da Série da Fundação de Isaac Asimov ocorrem durante o interregno galáctico em seu Universo de Fundação, ocorrendo no 25º milênio. A fundação começa no final do Império Galáctico e as notas nos romances da Enciclopédia Galáctica implicam que um Segundo Império Galáctico segue o interregno de 1000 anos.
- No legendário de J. R. R. Tolkien ambientado na Terra Média, o desaparecimento do Rei Eärnur de Gondor é seguido por um interregno de 968 anos (os anos de Mordomo), que termina com o retorno de Aragorn em O Senhor dos Anéis.
- Na Polônia, de James A. Michener, 1983, romance histórico que passou 38 semanas na lista dos mais vendidos do The New York Times, o interregno é mencionado inúmeras vezes nas constantes lutas pelo poder que assolaram aquele país, até a década de 1980.[5]